# Amerikaans-Samoa op de Olympische Zomerspelen 2020
Amerikaans-Samoa nam deel aan de Olympische Zomerspelen 2020 in Tokio, Japan. De selectie bestond uit zes atleten, actief in vier verschillende disciplines. De atleten wisten geen medailles te behalen.

## Atleten
Hieronder volgt een overzicht van de atleten die zich kwalificeerden voor deelname aan de Olympische Zomerspelen 2020.
| sport         | mannen | vrouwen | totaal |
| ------------- | ------ | ------- | ------ |
| Atletiek      | 1      | 0       | 1      |
| Gewichtheffen | 1      | 0       | 1      |
| Zeilen        | 2      | 0       | 2      |
| Zwemmen       | 1      | 1       | 2      |
| totaal        | 5      | 1       | 6      |

## Sporten

### Atletiek
Mannen
Loopnummers
| atleet          | onderdeel | series | series | kwartfinale    | kwartfinale    | halve finale   | halve finale   | finale         | finale         |
| atleet          | onderdeel | tijd   | rang   | tijd           | rang           | tijd           | rang           | tijd           | rang           |
| --------------- | --------- | ------ | ------ | -------------- | -------------- | -------------- | -------------- | -------------- | -------------- |
| Nathan Crumpton | 100 m     | 11,27  | 9      | niet geplaatst | niet geplaatst | niet geplaatst | niet geplaatst | niet geplaatst | niet geplaatst |

### Gewichtheffen
Mannen
| atleet              | onderdeel | trekken | trekken | stoten | stoten | totaal | rang |
| atleet              | onderdeel | score   | rang    | score  | rang   | totaal | rang |
| ------------------- | --------- | ------- | ------- | ------ | ------ | ------ | ---- |
| Tanumafili Jungblut | -109 kg   | 150     | 14      | 180    | 13     | 330    | 13   |

### Zeilen
Mannen
| atleet                    | onderdeel | race | race | race | race | race | race | race | race | race | race | race   | race   | race           | netto punten | eindnotering |
| atleet                    | onderdeel | 1    | 2    | 3    | 4    | 5    | 6    | 7    | 8    | 9    | 10   | 11     | 12     | M              | netto punten | eindnotering |
| ------------------------- | --------- | ---- | ---- | ---- | ---- | ---- | ---- | ---- | ---- | ---- | ---- | ------ | ------ | -------------- | ------------ | ------------ |
| Adrian Hoesch Tyler Paige | 470       | 18   | 19   | 18   | 17   | 17   | 16   | 19   | 18   | 18   | 18   | n.v.t. | n.v.t. | niet geplaatst | 159          | 18           |

### Zwemmen
Mannen
| atleet      | onderdeel        | series  | series | halve finale   | halve finale   | finale         | finale         |
| atleet      | onderdeel        | tijd    | rang   | tijd           | rang           | tijd           | rang           |
| ----------- | ---------------- | ------- | ------ | -------------- | -------------- | -------------- | -------------- |
| Micah Masei | 100 m schoolslag | 1.04,93 | 46     | niet geplaatst | niet geplaatst | niet geplaatst | niet geplaatst |

Vrouwen
| atlete         | onderdeel        | series  | series | halve finale   | halve finale   | finale         | finale         |
| atlete         | onderdeel        | tijd    | rang   | tijd           | rang           | tijd           | rang           |
| -------------- | ---------------- | ------- | ------ | -------------- | -------------- | -------------- | -------------- |
| Tilali Scanlan | 100 m schoolslag | 1.10,01 | 32     | niet geplaatst | niet geplaatst | niet geplaatst | niet geplaatst |